# DirectAccess
DirectAccess, DA, anche conosciuto come Unified Remote Access, è un sistema di connessione privato simile alla VPN che fornisce accesso alla rete intranet a client remoti connessi tramite internet. A differenza delle VPN tradizionali, una connessione in DA solitamente non richiede l'intervento dell'utente ma è preimpostata per tentare la connessione all'avvio del computer. DA è stato introdotto per la prima volta con Windows Server 2008 R2 e Windows 7 e 8 "Enterprise". Nel 2010, Microsoft Forefront Unified Access Gateway (UAG) ha notevolmente semplificato l'implementazione DirectAccess per Windows 2008 R2. Sebbene DirectAccess sia basato su piattaforma Microsoft, esistono molte applicazioni di terze parti per server UNIX e Linux. Da Windows Server 2012 in poi, DirectAccess è totalmente integrato nel sistema operativo, con supporto IPV6 nativo.

## Tecnologia
DirectAccess crea un tunnel IPsec dal client al server e usa IPv6 per accedere ai servizi interni o collegarsi a un'altra macchina in DA. Questa tecnologia incapsula il traffico IPv6 in IPv4 per viaggiare in internet, permettendo ai pacchetti di viaggiare su un'infrastruttura non ancora totalmente migrata in IPv6 (ad esempio internet). Nella maggior parte delle soluzioni aziendali il collegamento è plug-and-play e non richiede nessuna configurazione aggiuntiva di proxy o firewall. Un client DA può usare differenti modalità di tunneling, a seconda dell'infrastruttura su cui viaggia la connessione e della configurazione del server: 6to4, Teredo tunneling o IP-HTTPS. Ad esempio, un client connesso direttamente a internet, con IP pubblico, potrà usare semplicemente 6to4, ma se invece si trova dietro un firewall o un router con un servizio di NAT, sarà necessario usare un tunnelling di tipo Teredo. Windows Server 2012, inoltre, fornisce compatibilità con i sistemi IPv4-only usando DNS64 e NAT64. 

## Vantaggi
DirectAccess può essere implementato in molti siti diversi e permette scalabilità e sicurezza.